# Dora (serie de televisión)
Dora es una serie de animación estadounidense-canadiense creada por Chris Gifford y Valerie Walsh Valdés para el servicio de streaming Paramount+ que se estrenó el 12 de abril de 2024. Es un reinicio de la serie animada original Dora, la Exploradora (2000–2014).

## Premisa
Como un reinicio de la serie original, la serie sigue las aventuras de Dora y su amigo mono, Botas, mientras viven aventuras épicas en una selva tropical. Acompañados por el Mapa de Dora, Dora y sus amigos deben trabajar en equipo para superar muchos obstáculos en la selva tropical, incluido el desafío de Swiper.

## Reparto
| Dora Márquez          | Diana Zermeño            | Leisha Medina     |
| Botas                 | Asher Spence             | Aura Caamaño      |
| Mapa                  | Anairis Quiñones         | Elsy García       |
| Mochila               | Katarina Sky             | Lileana Chacón    |
| Zorro                 | Marc Weiner              | Nicolás Daza      |
| Benny                 | Quintún Muñoz-Rademacher | Sixnalie Villalba |
| Isa                   | Tandi Fomukong           | Yojéved Meyer     |
| Tico                  | Donovan Monzon-Sanders   | Christina Jopling |
| Viejo Duende          | Danny Burstein           | Ángel Mujica      |
| Gran Pollo Rojo       | Chris Gifford            | Manuel Arias      |
| Fiesta Trio Rana      | Danny Burstein           | Héctor González   |
| Fiesta Trio Tití      | Danny Burstein           | Keren Iturriago   |
| Fiesta Trio Armadillo | Anairis Quiñones         | Yuneidy Reyes     |
| Recurrente            |                          |                   |
| Elena Márquez         | Kathleen Herles          | Rossane Estévez   |
| Cole Márquez          | Mike Smith Rivera        | Juan Guzmán       |
| Abuela Márquez        | Maria Canals-Barrera     | Dubraska Olivero  |

## Episodios

### Temporada 1 (2024)
| Serie # | Título #                                                                               | Dirigido por | Escrito por                                                                                         | Fecha de estreno original | Fecha de estreno Latinoamérica                                                                                                 |
| --- | -------------------------------------------------------------------------------------- | ------------ | --------------------------------------------------------------------------------------------------- | ------------------------- | --- |
| 1 | «El Quickatoo (LA)» «Catch the Quickatoo»                                              | Don Kim      | Escrito por: Benjamín Weiner Guión gráfico de: Dermot Walshe                                        | 12 de abril de 2024       | 12 de abril de 2024 (Paramount+)15 de abril de 2024 (Nickelodeon México y Nick Jr. Latinoamérica)                              |
| Dora y Botas necesitan tomar una fotografía de un Quickatoo poco común para Abuela.                                                |                                                                                        |              | |                           | |
| 2 | «El lorito perdido (LA)» «Lost Lorito»                                                 | Don Kim      | Escrito por: Valerie Walsh Valdes Guión gráfico de: Claudia Fuenzalida                              | 12 de abril de 2024       | 12 de abril de 2024 (Paramount+)15 de abril de 2024 (Nickelodeon México y Nick Jr. Latinoamérica)                              |
| Dora y Botas devuelven a casa un loro bebé, que no puede dejar de copiar el diálogo de Botas.                                      |                                                                                        |              | |                           | |
| 3 | «Los colores perdidos de Arcoiris (LA)» «Rainbow's Lost Colors»                        | Don Kim      | Escrito por: Maggie Diaz Bofill Guión gráfico de: Frank Ramirez                                     | 12 de abril de 2024       | 12 de abril de 2024 (Paramount+)16 de abril de 2024 (Nickelodeon México y Nick Jr. Latinoamérica)                              |
| Dora recupera tres colores que faltan en el arcoíris para que sus hermanos gemelos puedan verlo.                                   |                                                                                        |              | |                           | |
| 4 | «La bola de bandas elásticas de Botas (LA)» «Boots' Rubber Band Ball»                  | Don Kim      | Escrito por: Emma Ramos Guión gráfico de: Steve Stefanelli                                          | 12 de abril de 2024       | 12 de abril de 2024 (Paramount+)16 de abril de 2024 (Nickelodeon México y Nick Jr. Latinoamérica)                              |
| Botas tiene que recuperar su pelota después de que aterriza en el patio delantero de Cynthia the Centipede.                        |                                                                                        |              | |                           | |
| 5 | «Alebrije (LA)» «The Alebrije Adventure»                                               | Don Kim      | Escrito por: Emma Ramos Guión gráfico de: Austen Payne, Troy Sullivan y Dermot Walshe               | 12 de abril de 2024       | 12 de abril de 2024 (Paramount+)17 de abril de 2024 (Nickelodeon México y Nick Jr. Latinoamérica)                              |
| Dora ayuda a un Alebrije a recuperar el agua del arcoíris necesaria para un árbol especial.                                        |                                                                                        |              | |                           | |
| 6 | «A comer paleta (LA)» «Let's Get A Paleta!»                                            | Don Kim      | Escrito por: Emma Ramos Guión gráfico de: Austen Payne, Troy Sullivan y Dermot Walshe               | 12 de abril de 2024       | 12 de abril de 2024 (Paramount+)17 de abril de 2024 (Nickelodeon México y Nick Jr. Latinoamérica)                              |
| Dora ayuda a un Alebrije a recuperar el agua del arcoíris necesaria para un árbol especial.                                        |                                                                                        |              | |                           | |
| 7 | «Gran Pollo Rojo, ¡despierta! (LA)» «Big Red Chicken Wake Up!»                         | Don Kim      | Escrito por: Alejandro Bien-Willner Guión gráfico de: Frank Ramirez                                 | 12 de abril de 2024       | 12 de abril de 2024 (Paramount+)18 de abril de 2024 (Nickelodeon México y Nick Jr. Latinoamérica)                              |
| Dora y Botas necesitan despertar al Gran Pollo Rojo antes de que flote hacia una cascada.                                          |                                                                                        |              | |                           | |
| 8 | «El regalo misterioso (LA)» «The Mystery Gift»                                         | Don Kim      | Escrito por: Rebeca Delgado Guión gráfico de: John Flagg                                            | 12 de abril de 2024       | 12 de abril de 2024 (Paramount+)18 de abril de 2024 (Nickelodeon México y Nick Jr. Latinoamérica)                              |
| Dora y sus amigos deben resolver una serie de preguntas para abrir un misterioso regalo.                                           |                                                                                        |              | |                           | |
| 9 | «Aventura de amigo-aniversario (LA)» «Friendaversary Adventure»                        | Don Kim      | Escrito por: Jesenia Ruiz Guión gráfico de: Dermot Walshe                                           | 12 de abril de 2024       | 12 de abril de 2024 (Paramount+)19 de abril de 2024 (Nickelodeon México y Nick Jr. Latinoamérica)                              |
| ¡Dora y Botas necesitan rescatar a Isa en su Amigoaversario!                                                                       |                                                                                        |              | |                           | |
| 10 | «El regalo sorpresa de Zorro (LA)» «Swiper's Birthday Surprise»                        | Don Kim      | Escrito por: Toby Arguello Guión gráfico de: Al Jeffrey                                             | 12 de abril de 2024       | 12 de abril de 2024 (Paramount+)19 de abril de 2024 (Nickelodeon México y Nick Jr. Latinoamérica)                              |
| Dora le trae un regalo a Zorro en su cumpleaños, pero debe evitar que él robe su propio regalo y arruine la sorpresa.              |                                                                                        |              | |                           | |
| 11 | «El pequeño ajolote (LA)» «The Little Axolotl»                                         | Don Kim      | Escrito por: Rebeca Delgado Guión gráfico de: Frank Ramirez                                         | 12 de abril de 2024       | 12 de abril de 2024 (Paramount+)22 de abril de 2024 (Nickelodeon México y Nick Jr. Latinoamérica)                              |
| Dora y Botas ayudan a un bebé ajolote a encontrar a su madre.                                                                      |                                                                                        |              | |                           | |
| 12 | «¡Salta y explota! (LA)» «Bubble Trouble»                                              | Don Kim      | Escrito por: Sean Gill Guión gráfico de: Dan Nosella                                                | 12 de abril de 2024       | 12 de abril de 2024 (Paramount+)22 de abril de 2024 (Nickelodeon México y Nick Jr. Latinoamérica)                              |
| Dora, Botas y Tico deben salvar al Gran Pollo Rojo que flota en una burbuja justo antes del show de talentos.                      |                                                                                        |              | |                           | |
| 13 | «El ritmo del bosque (LA)» «Rainforest Ritmo»                                          | Don Kim      | Escrito por: Alejandro Bien-Willner, Rebeca Delgado y Toby Arguello Guión gráfico de: Dermot Walshe | 12 de abril de 2024       | 5 de abril de 2024 (Nick Jr. Latinoamérica)12 de abril de 2024 (Paramount+)12 de abril de 2024 (Nickelodeon México)            |
| Botas necesita aprender un baile nuevo antes de ir a la fiesta de Isa.                                                             |                                                                                        |              | |                           | |
| 14 | «La nuez mágica (LA)» «The Magic Nut»                                                  | Don Kim      | Escrito por: Benjamin Weiner Guión gráfico de: Al Jeffrey                                           | 12 de abril de 2024       | 12 de abril de 2024 (Paramount+)12 de abril de 2024 (Nickelodeon México y Nick Jr. Latinoamérica)                              |
| Dora lleva a todos al Tricky Trappy Forest para recuperar la nuez mágica de un tico.                                               |                                                                                        |              | |                           | |
| 15 | «Pequeña bailarina (LA)» «Tiny Dancer»                                                 | Don Kim      | Escrito por: Rebeca Delgado Guión gráfico de: Frank Ramirez                                         | 12 de abril de 2024       | 12 de abril de 2024 (Paramount+)23 de abril de 2024 (Nickelodeon México)24 de abril de 2024 (Nick Jr. Latinoamérica)           |
| Bailarina pierde a sus Adelitas (mujeres soldado), y Dora y Botas tienen que recuperarlas.                                         |                                                                                        |              | |                           | |
| 16 | «El sol dormilón (LA)» «The Sleepy Sun»                                                | Don Kim      | Escrito por: Heidi Lux y Nikki Taguilas Guión gráfico de: Dan Nosella                               | 12 de abril de 2024       | 12 de abril de 2024 (Paramount+)24 de abril de 2024 (Nickelodeon México y Nick Jr. Latinoamérica)                              |
| El sol se niega a ponerse sin su nube almohada. Entonces Dora y Botas intentan recuperar la nube para que el Sol se ponga.         |                                                                                        |              | |                           | |
| 17 | «El dilema del Tres Leches (LA)» «Tres Leches Trouble»                                 | Don Kim      | Escrito por: Heidi Lux y Nikki Taguilas Guión gráfico de: Frank Ramirez                             | 12 de abril de 2024       | 3 de marzo de 2024 (Nickelodeon México y Nick Jr. Latinoamérica)12 de abril de 2024 (Paramount+)                               |
| Dora y Botas ayudan a Benny a entregar un pastel de cumpleaños gigante a la casa de su abuela.                                     |                                                                                        |              | |                           | |
| 18 | «Wízel Wózel- Wu (LA)» «Wizzle Wozzle Woo»                                             | Don Kim      | Escrito por: Sean Gill Guión gráfico de: John Flagg                                                 | 12 de abril de 2024       | 3 de marzo de 2024 (Nickelodeon México y Nick Jr. Latinoamérica)12 de abril de 2024 (Paramount+)                               |
| Dora ayuda al Fiesta Trio a recuperar los instrumentos perdidos después de que un ruido fuerte y extraño los asustara.             |                                                                                        |              | |                           | |
| 19 | «A dormir cocodrilo / El puesto de empanadas (LA)» «Croc-A-Bye Baby / Wanna Empanada?» | Don Kim      | Escrito por: Alejandro Bien-Willner Guión gráfico de: Dermot Walshe                                 | 12 de abril de 2024       | 12 de abril de 2024 (Paramount+)25 de abril de 2024 (Nickelodeon México)26 de abril de 2024 (Nick Jr. Latinoamérica)           |
| Croc-A-Bye Baby: Dora hace dormir a un cocodrilo bebé. Wanna Empanada?: El troll se niega a recibir una empanada.                  |                                                                                        |              | |                           | |
| 20 | «Las botas perfectas / La piñata (LA)» «If the Boot Fits / Piñata Party»               | Don Kim      | Escrito por: Alejandro Bien-Willner Guión gráfico de: Al Jeffrey                                    | 12 de abril de 2024       | 12 de abril de 2024 (Paramount+)26 de abril de 2024 (Nickelodeon México y Nick Jr. Latinoamérica)                              |
| If the Boot Fits: Boots se prueba botas nuevas. Piñata Party: Los gemelos tienen problemas con su primera piñata.                  |                                                                                        |              | |                           | |
| 21 | «El gran show de Bip Bip (LA)» «Tico and Bip Bip's Big Show»                           | Don Kim      | Escrito por: Benjamin Weiner Guión gráfico de: Frank Ramirez                                        | 12 de abril de 2024       | 12 de abril de 2024 (Paramount+)16 de septiembre de 2024 (Nick Jr. Latinoamérica)17 de septiembre de 2024 (Nickelodeon México) |
| Dora tiene que acompañar a Bip Bip a un concierto con Tico, pero él sigue apagándose.                                              |                                                                                        |              | |                           | |
| 22 | «La varita loca (LA)» «Wonky Wishing Wand»                                             | Don Kim      | Escrito por: Heidi Lux y Nikki Taguilas Guión gráfico de: Dan Nosella                               | 12 de abril de 2024       | 12 de abril de 2024 (Paramount+)16 de septiembre de 2024 (Nick Jr. Latinoamérica)17 de septiembre de 2024 (Nickelodeon México) |
| El Gran Pollo Rojo accidentalmente se hace pequeño después de un percance mágico, y Dora y Boots deben devolverlo a la normalidad. |                                                                                        |              | |                           | |
| 23 | «Una Guayabera para Tico (LA)» «A Guayabera For Tico»                                  | Don Kim      | Escrito por: Maggie Diaz Bofill Guión gráfico de: Frank Ramirez                                     | 12 de abril de 2024       | 12 de abril de 2024 (Paramount+)16 de septiembre de 2024 (Nickelodeon México)17 de septiembre de 2024 (Nick Jr. Latinoamérica) |
| Botas quiere regalarle una guayabera a Tico, que mágicamente puede producir cualquier cosa con sus bolsillos.                      |                                                                                        |              | |                           | |
| 24 | «Estrellas Fugaces (LA)» «Falling Estrellas»                                           | Don Kim      | Escrito por: Jesenia Ruiz Guión gráfico de: Dan Nosella                                             | 12 de abril de 2024       | 12 de abril de 2024 (Paramount+)16 de septiembre de 2024 (Nickelodeon México)17 de septiembre de 2024 (Nick Jr. Latinoamérica) |
| Dora y Botas deben recuperar las tres estrellas que faltan en una constelación especial.                                           |                                                                                        |              | |                           | |
| 25 | «Las botas del cangrejo (LA)» «Crabby Boots»                                           | Don Kim      | Escrito por: Sean Gill Guión gráfico de: Austen Payne                                               | 12 de abril de 2024       | 12 de abril de 2024 (Paramount+)18 de septiembre de 2024 (Nickelodeon México y Nick Jr. Latinoamérica)                         |
| Cuando un cangrejo ermitaño usa accidentalmente la bota de Botas como caparazón, Dora la ayuda a encontrar su caparazón original.  |                                                                                        |              | |                           | |
| 26 | «El picnic (LA)» «Papi's Picnic Party»                                                 | Don Kim      | Escrito por: Rebeca Delgado Guión gráfico de: Claudia Fuenzalida                                    | 12 de abril de 2024       | 12 de abril de 2024 (Paramount+)18 de septiembre de 2024 (Nickelodeon México y Nick Jr. Latinoamérica)                         |
| Dora regala ingredientes de camino a un pícnic.                                                                                    |                                                                                        |              | |                           | |

### Temporada 2 (2024)
| Serie # | Título #                                                              | Dirigido por | Escrito por                | Fecha de estreno original | Fecha de estreno Latinoamérica |
| --- | --------------------------------------------------------------------- | ------------ | -------------------------- | ------------------------- | --- |
| 1 | «Botas el grande» «Big Big Boots»                                     | Don Kim      | Sean Gill                  | 13 de septiembre de 2024  | 13 de septiembre de 2024 (Paramount+)19 de septiembre de 2024 (Nick Jr. Latinoamérica)20 de septiembre de 2024 (Nickelodeon México) |
| Botas desea ser grande, pero crece demasiado. Dora debe entender la forma de revertir este problema. |                                                                       |              |                            |                           | |
| 2 | «La pegajosa situación de mochila (LA)» «Backpack's Sticky Situation» | Don Kim      | Toby Arguello              | 13 de septiembre de 2024  | 13 de septiembre de 2024 (Paramount+)19 de septiembre de 2024 (Nick Jr. Latinoamérica)20 de septiembre de 2024 (Nickelodeon México) |
| La mochila de Dora no se puede abrir, entonces Dora se la lleva a su Abuela. |                                                                       |              |                            |                           | |
| 3 | «Una piñata para mami (LA)» «A Piñata for Mami»                       | Don Kim      | Alonso Cisneros            | 13 de septiembre de 2024  | 13 de septiembre de 2024 (Paramount+)19 de septiembre de 2024 (Nickelodeon México)20 de septiembre de 2024 (Nick Jr. Latinoamérica) |
| En el cumpleaños de Mami, Dora y su familia le hacen una piñata, pero se va flotando. Depende de ellos recuperarlo. |                                                                       |              |                            |                           | |
| 4 | «Invisi-zorro (LA)» «Invisi-Swiper»                                   | Don Kim      | Jesenia Ruiz               | 13 de septiembre de 2024  | 13 de septiembre de 2024 (Paramount+)19 de septiembre de 2024 (Nickelodeon México)20 de septiembre de 2024 (Nick Jr. Latinoamérica) |
| Zorro encuentra una manta invisible para poder usarla para robar todo, y Dora y Botas deben detenerlo. |                                                                       |              |                            |                           | |
| 5 | «La fiesta real en el jardín de Isa (LA)» «Isa's Royal Garden Party»  | Don Kim      | Toby Arguello              | 13 de septiembre de 2024  | 13 de septiembre de 2024 (Paramount+)23 de septiembre de 2024 (Nickelodeon México y Nick Jr. Latinoamérica)                         |
| Cuando la Reina de los Reptítulos está a punto de encontrarse con Isa, su jardín es un desastre. Dora y Botas la ayudan a limpiar su jardín y a preparar todo para la visita. |                                                                       |              |                            |                           | |
| 6 | «La sorpresa de Sammy (LA)» «Sammy's Surprise»                        | Don Kim      | Benjamin Weiner            | 13 de septiembre de 2024  | 13 de septiembre de 2024 (Paramount+)23 de septiembre de 2024 (Nickelodeon México y Nick Jr. Latinoamérica)                         |
| Dora conoce a Sammy, un perezoso que tiene que llegar a tiempo al campamento para mostrarles a todos su sorpresa. |                                                                       |              |                            |                           | |
| 7 | «El suelo es guayaba (LA)» «The Floor is Guava»                       | Don Kim      | Sean Gill                  | 13 de septiembre de 2024  | 13 de septiembre de 2024 (Paramount+)24 de septiembre de 2024 (Nickelodeon México y Nick Jr. Latinoamérica)                         |
| Es el festival del plátano y Boots está emocionado de disfrutarlo, pero cuando el géiser de guayaba entra en erupción, le corresponde a Dora detener la erupción del géiser y salvar el festival del plátano. |                                                                       |              |                            |                           | |
| 8 | «Somos los Grumples (LA)» «We Are the Grumpies»                       | Don Kim      | Emma Ramos                 | 13 de septiembre de 2024  | 13 de septiembre de 2024 (Paramount+)24 de septiembre de 2024 (Nickelodeon México y Nick Jr. Latinoamérica)                         |
| Avergonzado por tomarse una foto el día de la fotografía, el Viejo Duende huye. Dora y Botas lo alcanzan, lo que los lleva al mundo de los trolls y deben traer al Troll de regreso para el Día de la Fotografía. |                                                                       |              |                            |                           | |
| 9 | «Boda de cangrejos (LA)» «Crabby Wedding»                             | Don Kim      | Megan Gonzalez             | 13 de septiembre de 2024  | 13 de septiembre de 2024 (Paramount+)25 de septiembre de 2024 (Nickelodeon México y Nick Jr. Latinoamérica)                         |
| Los amigos cangrejos submarinos de Dora se están preparando para una boda, pero Zorro roba el anillo y lo pierde en el mar. Ahora depende de Dora y Botas recuperar el anillo a tiempo para la boda. |                                                                       |              |                            |                           | |
| 10 | «El reino de las nubes (LA)» «The Cloud Kingdom»                      | Don Kim      | Roxana Altamirano          | 13 de septiembre de 2024  | 13 de septiembre de 2024 (Paramount+)25 de septiembre de 2024 (Nickelodeon México y Nick Jr. Latinoamérica)                         |
| Los amigos cangrejos submarinos de Dora se están preparando para una boda, pero Zorro roba el anillo y lo pierde en el mar. Ahora depende de Dora y Botas recuperar el anillo a tiempo para la boda. |                                                                       |              |                            |                           | |
| 11 | «Parcialmente Claudia (LA)» «Partly Claudia»                          | Don Kim      | Toby Arguello              | 13 de septiembre de 2024  | 13 de septiembre de 2024 (Paramount+)26 de septiembre de 2024 (Nickelodeon México y Nick Jr. Latinoamérica)                         |
| Dora y Botas llevan a Claudia, una joven nube de lluvia, a buscar agua en un tobogán. |                                                                       |              |                            |                           | |
| 12 | «Las rayas mágicas de Ranita (LA)» «Ranita's Magic Stripes»           | Don Kim      | Jesenia Ruiz               | 13 de septiembre de 2024  | 13 de septiembre de 2024 (Paramount+)27 de septiembre de 2024 (Nickelodeon México y Nick Jr. Latinoamérica)                         |
| Botas recibe el caso de la cola de cosquillas. Dora debe ayudar a la Rana Ranita a conseguir sus rayas mágicas ayudando a todos en la selva tropical. |                                                                       |              |                            |                           | |
| 13 | «Gelati-Trol (LA)» «Troll Jelly»                                      | Don Kim      | Sean Gill                  | 13 de septiembre de 2024  | 13 de septiembre de 2024 (Paramount+)9 de diciembre de 2024 (Nickelodeon México y Nick Jr. Latinoamérica)                           |
| Dora y Botas ayudan a los gruñones saltarines a preparar jalea de troll, antes de que llegue el Viejo Troll a merendar. |                                                                       |              |                            |                           | |
| 14 | «¡Atrapen a ese gatito! (LA)» «Catch That Kitty!»                     | Don Kim      | Heidi Lux & Nikki Taguilas | 13 de septiembre de 2024  | 13 de septiembre de 2024 (Paramount+)9 de diciembre de 2024 (Nickelodeon México y Nick Jr. Latinoamérica)                           |
| Dora y Botas tienen que recuperar al Gato Mágico y colocarlo en su lugar especial, para que sus amigos dejen de actuar como gatos. |                                                                       |              |                            |                           | |
| 15 | «Niñeros de plantas (LA)» «Adventures in Plantsitting»                | Don Kim      | Talia Rothenberg           | 13 de septiembre de 2024  | 13 de septiembre de 2024 (Paramount+)10 de diciembre de 2024 (Nickelodeon México y Nick Jr. Latinoamérica)                          |
| Dora promete cuidar las flores bebés de Isa mientras ella está fuera, lo que resulta ser mucho más complicado de lo que pensaba. |                                                                       |              |                            |                           | |
| 16 | «Andrea la alebrije (LA)» «Andrea the Alebrije»                       | Don Kim      | Megan Gonzalez             | 13 de septiembre de 2024  | 13 de septiembre de 2024 (Paramount+)10 de diciembre de 2024 (Nickelodeon México y Nick Jr. Latinoamérica)                          |
| Ora está visitando el árbol de alebrijes el día en que los alebrijes bebés obtienen su poder de sus hojas mágicas. Cuando Andrea, un alebrije armadillo, ve que su hoja vuela hacia la selva tropical, Dora la ayuda a recuperarla para que pueda obtener su poder especial. |                                                                       |              |                            |                           | |
| 17 | «Carrera del bosque tropical (LA)» «Rainforest Race»                  | Don Kim      | Roxana Altamirano          | 13 de septiembre de 2024  | 13 de septiembre de 2024 (Paramount+)11 de diciembre de 2024 (Nickelodeon México y Nick Jr. Latinoamérica)                          |
| Dora ayuda a Botas a ganar la ansiada Carrera del Bosque Tropical. |                                                                       |              |                            |                           | |
| 18 | «Feliz cumpleaños Bok Bok (LA)» «Bok Bok Birthday»                    | Don Kim      | Sindy Boveda Spackman      | 13 de septiembre de 2024  | 13 de septiembre de 2024 (Paramount+)11 de diciembre de 2024 (Nickelodeon México y Nick Jr. Latinoamérica)                          |
| Dora invita a sus amigos al cumpleaños del Gran Pollo Rojo y le preparan una gran fiesta de cumpleaños. |                                                                       |              |                            |                           | |
| 19 | «Demasiados zorros (LA)» «Too Many Swipers»                           | Don Kim      | Sean Gill                  | 13 de septiembre de 2024  | 13 de septiembre de 2024 (Paramount+)12 de diciembre de 2024 (Nickelodeon México y Nick Jr. Latinoamérica)                          |
| Dora ayuda al Zorro a encontrar a todos sus clones para poder hacer un picnic. |                                                                       |              |                            |                           | |
| 20 | «El jonrón de Bateo (LA)» «Bateo's Home Run»                          | Dom Kim      | Toby Arguello              | 13 de septiembre de 2024  | 13 de septiembre de 2024 (Paramount+)12 de diciembre de 2024 (Nickelodeon México y Nick Jr. Latinoamérica)                          |
| Dora ayuda a Bateo a llegar hasta el juego de baseball, antes de que sea demasiado tarde. |                                                                       |              |                            |                           | |
| 21 | «El gran cocinatón de la abuela (LA)» «The Great Abuela Cook-Off»     | Dom Kim      | Heidi Lux & Nikki Taguilas | 13 de septiembre de 2024  | 13 de septiembre de 2024 (Paramount+)13 de diciembre de 2024 (Nickelodeon México y Nick Jr. Latinoamérica)                          |
| Para poder participar en el gran concurso de cocina de la abuela, Dora deberá reunir todos los ingredientes, para poder cocinar el famoso elote con su abuela. |                                                                       |              |                            |                           | |
| 22 | «Mapa perdido (LA)» «Missing Map»                                     | Dom Kim      | Megan Gonzalez             | 13 de septiembre de 2024  | 13 de septiembre de 2024 (Paramount+)16 de diciembre de 2024 (Nickelodeon México y Nick Jr. Latinoamérica)                          |
| Mientras juegan a las escondidas, la caja en la que se esconde el mapa se termina confundiendo con un paquete y se la llevan. Entonces, Dora debe encontrar la manera de recuperar el mapa. |                                                                       |              |                            |                           | |
| 23 | «Duende lengua enredada (LA)» «Tongue Twisted Roll»                   | Dom Kim      | Roxana Altamirano          | 13 de septiembre de 2024  | 13 de septiembre de 2024 (Paramount+)17 de diciembre de 2024 (Nickelodeon México y Nick Jr. Latinoamérica)                          |
| La lengua del viejo Troll Gruñón se tuerce, formando un nudo y todo a causa de un trabalenguas muy complicado. Entonces, Dora debe ayudarlo a desenrollarla. |                                                                       |              |                            |                           | |
| 24 | «Chompy y la flor de nube (LA)» «Chompy and the Cloud Flower»         | Dom Kim      | Jesenia Ruiz               | 13 de septiembre de 2024  | 13 de septiembre de 2024 (Paramount+)18 de diciembre de 2024 (Nickelodeon México y Nick Jr. Latinoamérica)                          |
| Cuando Chompy come accidentalmente una de las semillas raras de Isa, Dora se dirige al Reino de las Nubes para conseguir otra. |                                                                       |              |                            |                           | |
| 25 | «El mapa del tesoro de tío Tesoro (LA)» «Tío Tesoro's Treasure Hunt»  | Dom Kim      | Danny Warren               | 13 de septiembre de 2024  | 13 de septiembre de 2024 (Paramount+)19 de diciembre de 2024 (Nickelodeon México y Nick Jr. Latinoamérica)                          |
| Dora y Botas están jugando en la playa cuando una botella aparece en la orilla. Aparece un mapa del tesoro y Mapa reconoce que es su Tío Tesoro. Perdió los rastreadores de tesoros que lo convierten en un mapa del tesoro y Dora jura encontrarlos todos. Persiguen a Zorro por las Dunas Arcoiris para obtener la caracola dorada de Tío y desafían a los Bebés Cocodrilo a un juego de limbo para recuperar su telescopio. Finalmente, Dora usa el telescopio para encontrar la brújula dorada y sacarla de la arena. ¡Tío Tesoro se convierte nuevamente en un mapa del tesoro! |                                                                       |              |                            |                           | |
| 26 | «El gran misterio de la llave (LA)» «The Great Key Mystery»           | Dom Kim      | Sindy Boveda Spackman      | 13 de septiembre de 2024  | 13 de septiembre de 2024 (Paramount+)20 de diciembre de 2024 (Nickelodeon México y Nick Jr. Latinoamérica)                          |
| Dora, Botas y Mami están mirando un viejo álbum de fotos cuando encuentran una foto de la tatarabuela de Dora, la primera exploradora. Todo lo que dejó atrás fue una llave. Usando la llave, Dora y Botas descubren una entrada a un antiguo túnel en una cueva y abren una puerta de pared presionando cristales que coinciden con los colores brillantes de la llave. |                                                                       |              |                            |                           | |

## Producción
El reinicio de la serie fue anunciado y revelado en 2021 por Brian Robbins en el evento del Día del Inversor de ViacomCBS. La serie fue encargada por Paramount+ y originalmente estaba previsto que se estrenara en 2023, pero se aplazó aún más para su lanzamiento en 2024.
El diálogo fue grabado en Atlas Oceanic Sound and Picture, con sede en Burbank, y en Hyperbolic Audio, con sede en la ciudad de Nueva York. La serie es una coproducción entre Nickelodeon Animation Studio y Pipeline Studios, con sede en Ontario.
La serie fue producida por Rich Magallanes, Chris Gifford y Valerie Walsh Valdés, mientras que Henry Lenardin-Madden es coejecutivo y Alejandro Bien-Willner es el editor de la serie. Marielle Kaar también se desempeña como ejecutiva a cargo de la producción de la serie.

### Lanzamiento
Antes de la fecha de lanzamiento oficial de la serie, se subieron adelantos en el canal oficial de YouTube de la franquicia desde el 30 de septiembre de 2023.
La serie se estrenó el 12 de abril de 2024 (con la primera temporada de 26 episodios), exclusivamente en Paramount+ en Estados Unidos, Canadá, Reino Unido y Australia. La caricatura también se emitió internacionalmente en el canal Nick Jr.
El 24 de abril de 2024 se anunció que Paramount+ renovó el programa para una segunda temporada.